# 안토파가스타주

안토파가스타 주의 위치

안토파가스타주(스페인어: II Región de Antofagasta)는 칠레 북부에 위치한 주로 주도는 안토파가스타이며 면적은 126,049.1km2, 인구는 530,879명(2012년 기준)이다.
북쪽으로는 타라파카 주, 남쪽으로는 아타카마 주와 접하며 동쪽으로는 볼리비아, 아르헨티나와 국경을 접한다. 3개 현(안토파가스타 현, 엘로아 현, 토코피야 현)을 관할한다. 1879년 태평양 전쟁 당시에 볼리비아로부터 획득했다.

## 주의 경제와 사회
큰 산이 많이 있는 고산 기후로, 청색족이 사는 것으로 유명한 아우칸킬차 산이 있다.
주요 수입은, 유황과 금 등의 광석 채취이다. 학교가 있고, 안토파가스타 주립 대학은 칠레 100대의 명문대에 뽑힌다. 자원이 주수입인 도시이기 때문에 자원의 가격 변동에 큰 영향을 받는다. 자원 가격이 폭락하고 있는 최근에는 쇠락하고 있다.

주기
주 문장

## 같이 보기
- 태평양 전쟁 (남아메리카)